# Neualbenreuth
Neualbenreuth – gmina targowa w Niemczech, w kraju związkowym Bawaria, w rejencji Górny Palatynat, w regionie Oberpfalz-Nord, w powiecie Tirschenreuth. Leży na pograniczu Szumawy i Lasu Czeskiego, około 15 km na północny wschód od Tirschenreuth, przy granicy z Czechami.

## Dzielnice
W skład gminy wchodzą następujące dzielnice: 
- Altmugl
- Buchgütl
- Egglasgrün
- Ernestgrün
- Habertsmühle
- Hardeck]
- Maiersreuth
- Motzersreuth
- Muglmühle
- Ottengrün
- Platzermühle
- Poxdorf
- Rennermühle
- Rothmühle
- Schachten
- Troglauermühle
- Wernersreuth

## Galeria

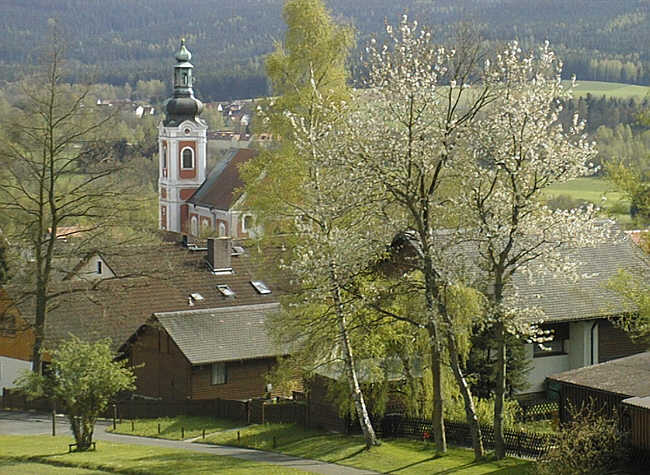
Wiosna w Neualbenreuth
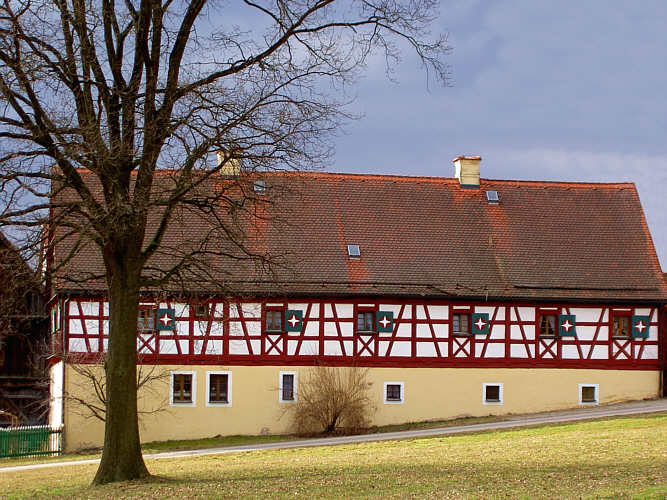
Budynek mieszkalny z pruskiego muru.
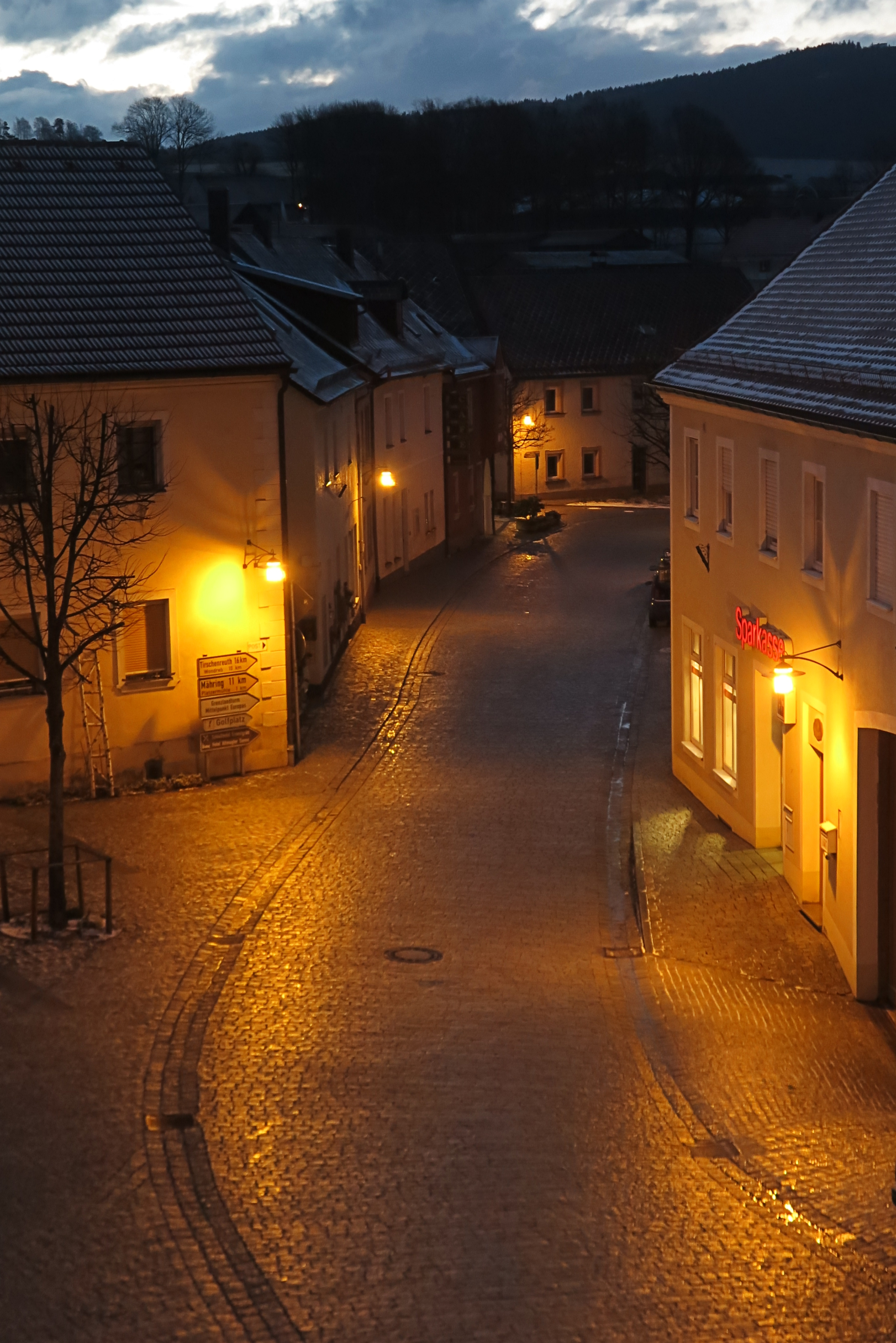
Śródmieście
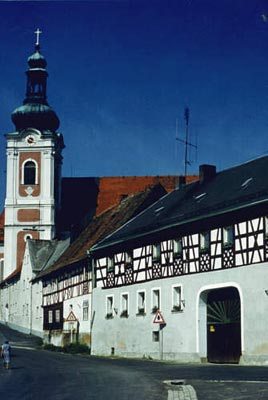
Rynek